# Resorcinol
Resorcinol of benzeen-1,3-diol (IUPAC-naam) is een organische verbinding uit de groep dihydroxybenzenen. Systematisch kan de verbinding als 1,3-benzeendiol beschreven worden. Er worden voor deze verbinding nog verschillende andere namen gebruikt: meta-dihydroxybenzeen, m-dihydroxybenzeen, 1,3-dihydroxybenzeen, 3-hydroxyfenol, meta-hydrochinon en m-benzeendiol. Als zodanig lijkt resorcinol in zijn chemische eigenschappen op fenol. De fysische eigenschappen wijken wel af door de aanwezigheid van de tweede hydroxylgroep.
Resorcinol was de in 1993 door de IUPAC vastgestelde officiële naam. In de richtlijnen van 2013 heeft benzeen-1,3-diol de voorkeur.

## Synthese
Resorcinol wordt verkregen uit een verscheidenheid aan harsen (galbanum, asafoetida, ...) als deze samen met kaliumhydroxide verhit worden of door destillatie van Brazilwoodextracten.
De synthese van resorcinol kan op een aantal manieren gerealiseerd worden:
- Reactie van 3-joodfenol, fenol-3-sulfonzuur of benzeen-1,3-disulfonzuur met kaliumcarbonaat of een alkalihydroxide:

- Reactie van 3-aminofenol met salpeterigzuur
- Reactie van 1,3-diaminobenzeen met 10% zoutzuur

Daarnaast wordt resorcinol verkregen bij het verhitten van een groot aantal aromatische ortho- en para-verbindingen, zoals de broomfenolen en benzeen-1,3-disulfonzuur.

## Eigenschappen
Resorcinol kan uit benzeen omgekristalliseerd worden. Het vormt dan kleurloze (of witte) naaldvormige kristallen, die goed oplosbaar zijn in water, ethanol en di-ethylether, maar slecht in chloroform en koolstofdisulfide.

### Reacties
Resorcinol reageert positief met Fehlings en Tollens. Met lood(II)acetaat wordt, in tegenstelling tot het isomere catechol, geen neerslag gevormd. Met ijzer(III)chloride wordt in water een donker violette oplossing gevormd. Met broomwater wordt tribroomresorcinol gevormd, dat vervolgens neerslaat.
Met natriumamalgaam wordt 1,3-cyclohexadion (of dihydroresorcinol) gevormd, dat op zijn beurt bij 150 - 160°C onder invloed van bariumhydroxide pyrolyseert tot een 5-oxohexaanzuur (of 4-acetylbutaanzuur):
Als resorcinol met kaliumhydroxide verhit wordt ontstaan 1,3,5-trihydroxybenzeen, catechol en diresorcine. Met carbonzuren of zuurchloriden vindt in aanwezigheid van een wateronttrekkend middel acylering van de aromatische ring plaats: met zinkchloride en azijnzuur wordt bij 145°C resacetofenon verkregen. Met de anhydriden van dibasische zuren worden fluorescines verkregen. Bij verhitting met calciumchloride en ammonia tot 200 °C wordt meta-dioxydifenylamine verkregen.
De reactie van resorcinol met natriumnitriet leidt tot vorming van een wateroplosbare blauwe kleurstof, die in zuur milieu rood kleurt. De stof, bekend als lacmoïd, wordt als indicator gebruikt.
Resorcinol condenseert makkelijk met aldehyden. Met formaldehyde wordt, met zoutzuur als katalysator, methyleendiresorcine gevormd. Met chloraalhydraat, in aanwezigheid van kaliumbisulfaat, wordt het lacton van tetra-oxydifenylmethaancarbonzuur gevormd.
Met natriumacetoacetaat wordt in een alcoholische oplossing het 4-methylderivaat van umbelliferon gevormd en met geconcentreerd salpeterzuur wordt, in aanwezigheid van koud, geconcentreerd zwavelzuur, trinitroresorcinol of styfninezuur gevormd. Deze stof vormt gele kristallen en explodeert makkelijk bij te snelle verwarming.

## Toepassingen

### Medisch
Bij uitwendige toepassing is resorcinol een antiseptisch en desinfecterend middel. In een gehalte van 5 tot 10% wordt het in zalf toegepast bij de behandeling van chronische huidaandoeningen als psoriasis, hidradenitis suppurativa of bij acute aandoeningen als eczeem. In sommige zelfzorg anti-acnemiddelen komt het voor tot een gehalte van 2%, in recepten kunnen hogere concentraties voorkomen. Bij overdosering kan onder andere doofheid en overmatig zweten optreden. De monoazijnzure ester wordt onder de naam euresol in medische zepen verwerkt.

### Chemisch
Resorcinol wordt toegepast als intermediair in de synthese van farmaceutische middelen en organische verbindingen. Het wordt toegepast in de productie van diazoverbindingen en als UV-absorberende hulpstof in harsen.
Resorcinol wordt ook steeds meer toegepast in supramoleculaire chemie: de hydroxidegroepen van resorcinol houden via waterstofbruggen de eigenlijke reagentia in de juiste positie voor de reactie. Veel van deze reacties kunnen uitgevoerd worden aan een vaste drager, waarbij het gebruik van milieubelastende oplosmiddelen voorkomen of verminderd kan worden.
Resorcinol is de uitgangsstof voor resorcinareen.